# Diana Shnaider
Diana Maximovna Shnaider (nascida em 2 de abril de 2004) é uma tenista profissional russa.
Shnaider tem as melhores classificações de sua carreira em simples de número 12 do mundo, alcançada em 4 de novembro de 2024, e em duplas de número 48, alcançada em 7 de outubro de 2024. Ela jogou tênis universitário pelo estado da Carolina do Norte.

## Carreira júnior
Shnaider ganhou títulos de duplas femininas no Torneio de Wimbledon de 2021, em parceria com a bielorrussa Kristina Dmitruk [en] em sets diretos, no Australian Open de 2022, em parceria com a americana Clervie Ngounoue [en]. e no US Open de 2022, em parceria com a tcheca Lucie Havlíčková  [en].
No Circuito ITF Júnior, Shnaider tem a melhor classificação combinada da carreira, nº 2, alcançada em 31 de janeiro de 2022.

### Desempenho no Grand Slam
Simples:
- Australian Open: QF (2022)
- Aberto da França: SF (2021)
- Wimbledon: 1R (2019, 2021)
- US Open: SF (2022)

 Duplas:
- Australian Open: V (2022)
- Aberto da França: F (2020)
- Wimbledon: V (2021)
- US Open: V (2022)

## Carreira profissional

### 2023: Estreia em Grand Slam, primeira final WTA, Top 60
Shnaider fez sua estreia no Grand Slam no Australian Open, após se qualificar para a chave principal. Ela derrotou Kristína Kučová, que usava o "ranking protegido", para sua primeira vitória em um torneio Major em equilibrados sets diretos, antes de perder na segunda rodada para a sexta "cabeça de chave", Maria Sakkari. Com isso, ela alcançou o top 100, no número 94 do mundo, em 30 de janeiro de 2023.
Após o Australian Open, Shnaider jogou uma temporada de tênis universitário pelo estado da Carolina do Norte. Ela teve um recorde de 20–3 em simples para ajudar o "Wolfpack" a vencer o "ACC tournament" e chegar à final do NCAA Championships [en] de 2023. Ela foi nomeada a "Most Valuable Player" do torneio ACC e a "Caloura da ACC" do ano e recebeu honras All-ACC e All-American do time principal em simples e duplas.
No Hungarian Grand Prix, Shnaider derrotou a primeira "cabeça de chave" Bernarda Pera. Ela chegou às semifinais no Hamburg Open derrotando novamente a terceira "cabeça de chave" Bernarda Pera antes de perder para a favorita da casa, a "wild card" Noma Noha Akugue [en], na semifinal.
Em sua estreia no giro asiático, Shnaider derrotou a oitava "cabeça de chave" Claire Liu [en], no Guangzhou Open. No torneio seguinte, o Ningbo Open, ela derrotou a segunda "cabeça de chave", Petra Kvitová das semifinais. Em seguida, ela derrotou Linda Fruhvirtová para chegar à sua primeira final do WTA Tour, mas perdeu para a primeira "cabeça de chave" Ons Jabeur. Ela entrou na chave principal do WTA 500, Zhengzhou Open como uma "lucky loser", mas perdeu para Lesia Tsurenko. Após chegar à semifinal no Jiangxi Open, ela alcançou o top 60 em 23 de outubro de 2023.

### 2024: Quatro títulos WTA, medalha de prata olímpica em duplas, Top 20
Shnaider iniciou a temporada no torneio Brisbane International no qual perdeu para Mirra Andreeva na primeira rodada em sets diretos. Em seguida, tentou o Hobart International no entanto, perdeu para  Yuan Yue na primeira rodada da qualificatória em jogo de três sets. Depois disso, partiu para o Australian Open, no qual perdeu para a "cabeça de chave" N° 26 Jasmine Paolini na primeira rodada em sets diretos. Permanecendo na Ásia, seu próximo compromisso foi no Thailand Open onde venceu a cabeça de chave N° 1, Magda Linette na primeira rodada em jogo de três sets, Paula Badosa na segunda, onde depois de vencer o primeiro set a adversária precisou desistir por contusão e a vinda da qualificatória Dalma Gálfi nas quartas de final em sets diretos. Na semifinal, venceu Wang Xinyu também em sets diretos. Na final, enfrentou a experiente Zhu Lin e venceu um disputado jogo de três sets, chegando assim, ao seu primeiro título no WTA Tour. Prosseguindo sua campanha em quadras duras, agora no Oriente Médio, Shnaider participou do Qatar Open no qual passou pela qualificatória mas perdeu para outra vinda da qualificatória, Erika Andreeva, na primeira rodada da chave principal em sets diretos. No giro americano ela venceu Ana Bogdan na primeira rodada em jogo de três sets mas perdeu para a cabeça de chave N° 9 Maria Sakkari na segunda também em jogo de três sets. No torneio seguinte, o Fifth Third Charleston 125 ela chegou à final, que acabou perdendo para Elisabetta Cocciaretto em sets diretos. No Miami Open ela venceu Venus Williams na primeira rodada em sets diretos mas perdeu na segunda para Madison Keys também em sets diretos.
Shnaider deu início à temporada em quadras de saibro no Porsche Tennis Grand Prix onde passou pela qualificatória mas perdeu para Paula Badosa na primeira rodada da chave principal em sets diretos. Logo depois, participou do Aberto de Madri, no qual não passou da primeira rodada. Já no Aberto de Roma, ela passou por Greet Minnen [en] na primeira rodada e Liudmila Samsonova na segunda, ambos os jogos em sets diretos, mas na terceira acabou perdendo mais uma partida para Paula Badosa, dessa vez em jogo de três sets. Em seu compromisso seguinte, o Trophée Clarins, como cabeça de chave N° 6, ela chegou ao título vencendo a cabeça de chave N° 1, Emma Navarro, na partida final em jogo de três sets. Já no Aberto da França, perdeu na primeira rodada para a "wild card" local, Chloé Paquet em sets diretos.
Shnaider começou a temporada em quadras de grama pelo Libéma Open, no qual perdeu para Yuan Yue na primeira rodada em jogo de três sets. Em seguida, no Birmingham Classic, venceu a vinda da qualificatória, Amelia Rajecki [en], na primeira rodada em sets diretos, Marie Bouzkova na segunda, também em sets diretos, mas perdeu para Elisabetta Cocciaretto nas quartas de final em jogo de três sets. Logo depois, no Bad Homburg Open, venceu Angelique Kerber, na primeira rodada em sets diretos, Dayana Yastremska na segunda, também em sets diretos, e a "wild card" Paula Badosa, nas quartas de final, mais uma vez em sets diretos. Na sua semifinal, enfrentou a cabeça de chave N° 3, Emma Navarro, jogo que venceu em três sets, e na final, enfrentou Donna Vekic, jogo que também venceu em três sets, conquistando o seu segundo título no WTA Tour. Em Wimbledon, ela passou por Karolina Pliskova e por Sloane Stephens, mas na terceira rodada, perdeu para Emma Navarro em jogo de três sets.
De  volta às quadras de saibro, Shnaider participou do Hungarian Grand Prix onde, depois de passar por Fanny Stollar [en], por Ekaterina Makarova, por Ella Seidel [en] nas quartas de final e por Eva Lys [en] na sua semifinal, enfrentou Aliaksandra Sasnovich na final, jogo que venceu em sets diretos, conquistando seu terceiro título no WTA Tour. Na sequência participou da Olimpíada de Paris, onde na chave de simples, ficou na segunda rodada. Já na chave de duplas, em parceria com a compatriota Mirra Andreeva, chegaram à semifinal, depois de bater as duplas da Austrália, do Canadá e da República Tcheca. Na semifinal, venceram a partida contra a dupla espanhola Cristina Bucșa / Sara Sorribes Tormo em sets diretos. Na final, enfrentaram a dupla italiana Sara Errani / Jasmine Paolini, partida essa que perderam no "super tiebreak", conquistando a medalha de prata.
De volta às quadras duras na América do norte, Shnaider participou do Aberto do Canadá, no qual, como cabeça de chave N° 14, passou por Harriet Dart, por Magdalena Fręch, pela cabeça de chave N° 1, Coco Gauff e pela cabeça de chave N° 6, Liudmila Samsonova nas quartas de final, mas perdeu para a cabeça de chave N° 3 e defensora do título, Jessica Pegula, na sua semifinal. Nas duplas, em parceria com Linda Noskova, chegou às semifinais do Cincinnati Open. No US Open, chegou às oitavas de final quando perdeu para a cabeça de chave N° 6, Jessica Pegula em sets diretos.
Shnaider deu início ao giro asiático pelo Korea Open, chegando até à semifinal, que perdeu para a cabeça de chave N° 1, e eventual vice-campeã, Daria Kasatkina. No China Open chegou à terceira rodada e não passou da primeira rodada no Wuhan Open e no Ningbo Open. No Pan Pacific Open chegou à semifinal, jogo que perdeu para a cabeça de chave N° 1, e eventual vice-campeã, Qinwen Zheng. No Hong Kong Tennis Open, como cabeça de chave N° 1, passou por Kyōka Okamura [en], por Priscilla Hon [en] nas oitavas de final, por  Suzan Lamens [en] nas quartas de final e pela cabeça de chave N° 3 e defensora do título, Leylah Fernandez, na semifinal em sets diretos. Na final, venceu a cabeça de chave N° 2, Katie Boulter em contundentes sets diretos, conquistando seu quarto título do WTA Tour da temporada e da carreira.

### 2025: Títulos de duplas em Brisbane e Miami
Em parceria com Mirra Andreeva, Shnaider conquistou seu primeiro título de duplas do WTA Tour no Brisbane International, derrotando Priscilla Hon [en] e Anna Kalinskaya na final. Na semana seguinte, no Adelaide International, ela derrotou a vinda da qualificatória Kateřina Siniaková para chegar à segunda rodada, onde avançou após Markéta Vondroušová se retirar devido a uma lesão. Shnaider perdeu nas quartas de final para Yulia Putintseva em jogo de mais de três horas.
Ao lado de Mirra Andreeva, Shnaider conquistou seu primeiro título de duplas em um WTA 1000 no Miami Open, derrotando Cristina Bucșa e Miyu Kato [en] na final em jogo definido no "super tiebreak".

## Finais significativas

### Jogos Olímpicos

#### Duplas: 1 (medalha de prata)
| Status | Ano  | Torneio                  | Piso   | Parceira       | Oponentes                   | Placar           |
| ------ | ---- | ------------------------ | ------ | -------------- | --------------------------- | ---------------- |
| Prata  | 2024 | Jogos Olímpicos de Paris | Saibro | Mirra Andreeva | Sara Errani Jasmine Paolini | 6–2, 1–6, [7–10] |

## Finais da WTA

### Simples: 5 (4 títulos, 1 vice)
| Legenda          |
| ---------------- |
| Grand Slam (0–0) |
| WTA 1000 (0–0)   |
| WTA 500 (1–0)    |
| WTA 250 (3–1)    |

| Finais por piso |
| --------------- |
| Duro (2–1)      |
| Saibro (1–0)    |
| Grama (1–0)     |

| Status | V–D | Data     | Torneio                          | Nível   | Piso   | Oponente              | Placar        |
| ------ | --- | -------- | -------------------------------- | ------- | ------ | --------------------- | ------------- |
| Perdeu | 0–1 | Set 2023 | Ningbo Open, China               | WTA 250 | Duro   | Ons Jabeur            | 2–6, 1–6      |
| Venceu | 1–1 | Fev 2024 | Hua Hin Championships, Tailândia | WTA 250 | Duro   | Zhu Lin               | 6–3, 2–6, 6–1 |
| venceu | 2–1 | Jun 2024 | Bad Homburg Open, Alemanha       | WTA 500 | Grama  | Donna Vekić           | 6–3, 2–6, 6–3 |
| Venceu | 3–1 | Jul 2024 | Budapest Grand Prix, Hungria     | WTA 250 | Saibro | Aliaksandra Sasnovich | 6–4, 6–4      |
| Venceu | 4–1 | Nov 2024 | Hong Kong Tennis Open, China SAR | WTA 250 | Duro   | Katie Boulter         | 6–1, 6–2      |

## Finais de WTA Challengers

### Simples: 2 (2 títulos)
| Status | V–D | Data     | Torneio                  | Piso   | Oponente        | Placar        |
| ------ | --- | -------- | ------------------------ | ------ | --------------- | ------------- |
| Venceu | 1–0 | Nov 2022 | Montevideo Open, Uruguai | Saibro | Léolia Jeanjean | 6–4, 6–4      |
| Venceu | 2–0 | Mai 2024 | Trophée Clarins, França  | Saibro | Emma Navarro    | 6–2, 3–6, 6–4 |

### Duplas: 1 (1 título)
| Status | V–D | Data     | Torneio                              | Piso   | Parceira          | Oponentes                      | Placar        |
| ------ | --- | -------- | ------------------------------------ | ------ | ----------------- | ------------------------------ | ------------- |
| Venceu | 1–0 | Jun 2023 | WTA 125 La Bisbal d'Emporda, Espanha | Saibro | Caroline Dolehide | Aliona Bolsova Rebeka Masarova | 7–6(7–5), 6–3 |

## Finais do Circuito ITF

### Simples: 5 (4 títulos, 1 vice)
| Legenda                      |
| ---------------------------- |
| Torneios de US$ 100.000      |
| Torneios de US$ 80.000       |
| Torneios de US$ 60.000 (1–1) |
| Torneios de US$ 25.000 (1–0) |
| Torneios de US$ 15.000 (2–0) |

| Finais por piso |
| --------------- |
| Duro (0–1)      |
| Saibro (4–0)    |
| Grama (0–0)     |
| Carpete (0–0)   |

| Status | V–D | Data     | Torneio                       | Nível  | Piso   | Oponente            | Placar        |
| ------ | --- | -------- | ----------------------------- | ------ | ------ | ------------------- | ------------- |
| Venceu | 1–0 | Nov 2021 | ITF Antalya, Turquia          | 15.000 | Saibro | Pia Lovrič          | 6–3, 6–2      |
| Venceu | 2–0 | Abr 2022 | ITF Oeiras, Portugal          | 25.000 | Saibro | Martina Di Giuseppe | 6–4, 6–2      |
| Venceu | 3–0 | Abr 2022 | ITF Shymkent, Kazaquistão     | 15.000 | Saibro | Ekaterina Maklakova | 6–2, 7–5      |
| Venceu | 4–0 | Mai 2022 | ITF Istanbul, Turquia         | 60.000 | Saibro | Nikola Bartůňková   | 7–5, 7–5      |
| Perdeu | 4–1 | Out 2022 | ITF Las Vegas, Estados Unidos | 60.000 | Duro   | Yuan Yue            | 6–4, 3–6, 1–6 |

### Duplas: 4 (3 títulos, 1 vice)
| Legenda                      |
| ---------------------------- |
| Torneios de US$ 100.000      |
| Torneios de US$ 80.000       |
| Torneios de US$ 60.000 (1–1) |
| Torneios de US$ 25.000 (1–0) |
| Torneios de US$ 15.000 (1–0) |

| Finais por piso |
| --------------- |
| Duro (0–0)      |
| Saibro (3–1)    |
| Grama (0–0)     |
| Carpete (0–0)   |

| Status | V–D | Data     | Torneio                                | Nível  | Piso   | Parceira            | Oponentes                          | Placar   |
| ------ | --- | -------- | -------------------------------------- | ------ | ------ | ------------------- | ---------------------------------- | -------- |
| Venceu | 1–0 | Nov 2021 | ITF Antalya, Turquia                   | 15.000 | Saibro | Anastasiya Soboleva | Tamara Čurović Amarissa Kiara Tóth | 6–2, 6–0 |
| Venceu | 2–0 | Mar 2022 | ITF Antalya, Turquia                   | 25.000 | Saibro | Amarissa Kiara Tóth | Amina Anshba · Maria Timofeeva     | 6–4, 6–2 |
| Venceu | 3–0 | Ago 2022 | ITF Hechingen, Alemanha                | 60.000 | Saibro | Irina Khromacheva   | Tamara Čurović Chiara Scholl       | 6–2, 6–3 |
| Perdeu | 3–1 | Ago 2022 | ITF San Bartolomé de Tirajana, Espanha | 60.000 | Saibro | Elina Avanesyan     | Ángela Fita Boluda Arantxa Rus     | 4–6, 4–6 |

## Finais de Grand Slam júnior

### Duplas: 4 (3 títulos, 1 vice)
| Resultado | Ano  | Torneio          | Piso   | Parceira         | Oponente                         | Placar        |
| --------- | ---- | ---------------- | ------ | ---------------- | -------------------------------- | ------------- |
| Perdeu    | 2020 | Aberto da França | Saibro | Maria Bondarenko | Eleonora Alvisi Lisa Pigato      | 6–7(3–7), 4–6 |
| Venceu    | 2021 | Wimbledon        | Grama  | Kristina Dmitruk | Sofia Costoulas Laura Hietaranta | 6–1, 6–2      |
| Venceu    | 2022 | Australian Open  | Duro   | Clervie Ngounoue | Kayla Cross Victoria Mboko       | 6–4, 6–3      |
| Venceu    | 2022 | US Open          | Duro   | Lucie Havlíčková | Carolina Kuhl Ella Seidel        | 6–3, 6–2      |

## Confrontos diretos

### Recorde jogadoras Top 10
| Status | V–D | Oponente      | Ranking | Evento          | Piso | Rodada | Placar        | RDS     | H2H |
| ------ | --- | ------------- | ------- | --------------- | ---- | ------ | ------------- | ------- | --- |
| 2023   |     |               |         |                 |      |        |               |         |     |
| Perdeu | 0–1 | Maria Sakkari | No. 6   | Australian Open | Duro | 2R     | 6–3, 5–7, 3–6 | No. 106 |     |